# Sebastián Beltrame (presentador)
Sebastián Beltrame Bouzas (Montevideo, 13 de octubre de 1973) es un productor, director y presentador de televisión uruguayo.

## Biografía
Nació en Montevideo en 1973, como hijo del uruguayo Jorge Beltrame y su esposa, María Bouzas, de nacionalidad española. Como estudiante de arquitectura de la Universidad de la República, realizó en 2001 el viaje de estudios universitario y dio la vuelta al mundo. Desde el 2001 comenzó a desarrollar un estilo de filmación característico e innovador para la época, en la actualidad utilizado como recurso por la mayoría de los programas de viajes, influencers y youtubers. Fue el precursor del video en modo selfie.
De regreso en Uruguay produjo un formato televisivo llamado En Foco, emitido por Canal 4 y más de 250 señales de cable y televisión abierta en Uruguay y Latinoamérica. En el mismo recorre el mundo y presenta a su gente y costumbres. La serie lleva al aire 18 años ininterrumpidos, sumando 900 episodios de 1 hora de duración cada uno.
En agosto de 2020 fue el primero en documentar un viaje por América, Europa y Asia cuando las fronteras del mundo estaban cerradas por la pandemia de COVID-19. Fue el primer latinoamericano en entrar a Rusia desde el cierre de fronteras, y el primer extranjero en acceder a los laboratorios y fábrica de la única vacuna contra el COVID-19 registrada en ese momento en el mundo. La Universidad ORT le entregó en 2021 un reconocimiento por este trabajo.
En 2013 y 2014 produjo respectivamente los largometrajes documentales: La selva de los niños, grabado en la jungla del Congo, y Amazonas, grabado en la selva del Amazonas. En 2016 creó y produjo Uruguay en 360 junto al Ministerio de Turismo de Uruguay. El proyecto posicionó al país como el primero del mundo con sus destinos turísticos relevados en video de realidad virtual.
En 2018 y 2019 produjo A la cancha, 12 semanas formando campeones, fútbol + valores con Álvaro Recoba, Antonio Pacheco, Andrés Fleurquin y jugadores de la selección uruguaya de fútbol, junto al diario El País. [cita requerida]
Participó en 2 misiones con las fuerzas de paz de la Organización de las Naciones Unidas, navegó el mundo 4 veces con el velero Capitán Miranda de la Armada Nacional del Uruguay y fue tripulante en 3 oportunidades en la Regata de Grandes Veleros obteniendo el primer puesto en la Clase A de la regata Bermudas a Charleston. Estuvo 3 veces en el continente Antártico en las bases de Argentina, Chile, Korea, China, Rusia y Uruguay.

## Filmografía

### Televisión
- 2002, La vuelta al mundo.
- 2004, Fuera de foco.
- 2005-presente, En foco.
- 2005, Embarcados, la aventura del Capitán Miranda.
- 2005, De sur a sur.
- 2006, Noches blancas.
- 2007, The Tall Ships Races
- 2008, El milagro de los Andes.
- 2010, La Antártida, 40 bajo cero.
- 2010, Navegando por el mundo.
- 2011, La ruta de los conquistadores.
- 2012, Malvinas Falklands.
- 2013, Congo.
- 2013, La ruta 66.
- 2021 - 2022, Los 8 escalones Uruguay.
- 2024, Renovación Total: La casa de tus sueños.

## Premios
Obtuvo tres Premios Iris, dos Premios Tabaré, un premio Carlos Gardel y un premio Manuel Oribe a mejor programa documental, mejor programa cultural, fotografía, producción y serie testimonial. 
En foco fue declarado de interés cultural por el Ministerio de Educación y Cultura y de interés turístico por el Ministerio de Turismo de Uruguay.

## Publicaciones
| Año       | Título           | Editorial   | Notas                              |
| --------- | ---------------- | ----------- | ---------------------------------- |
| 2012-2017 | En foco          | 598 Studios | Guía Turística del Uruguay.        |
| 2013-2014 | En foco Magazine | Beltrame    | Revista de viajes internacionales. |

Basado en sus 20 años de experiencia de viajes, desde 2012 produce En foco, la guía turística del Uruguay. La primera edición de En foco fue el libro más vendido del año en su país, y recibió el Premio Bartolomé Hidalgo como libro revelación, otorgado por la Cámara Uruguaya del Libro.

## Vida privada
Contrajo matrimonio y es padre de Antonio y Alejandro Beltrame.

## Galería

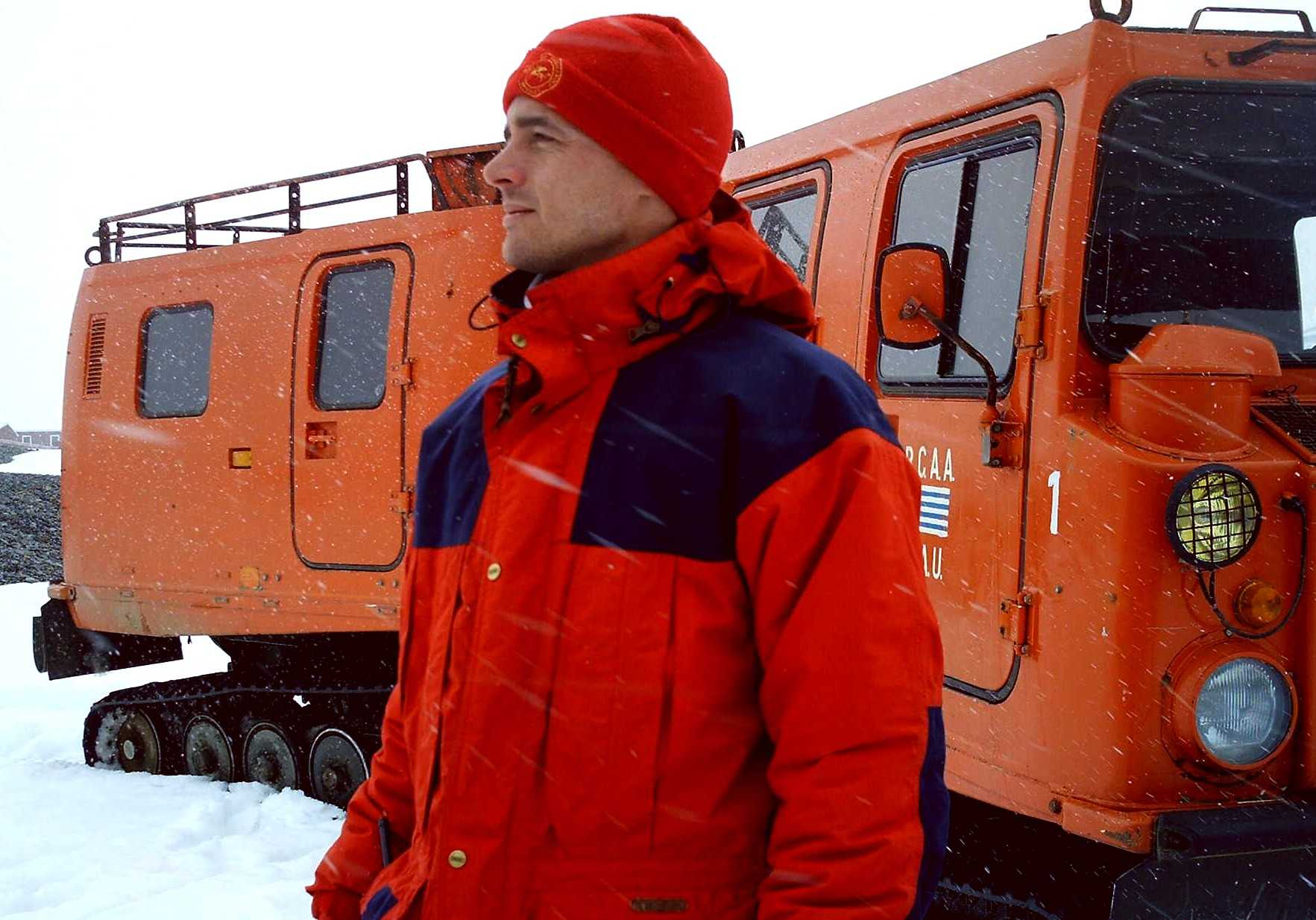
Fildes Bay, Antarctica
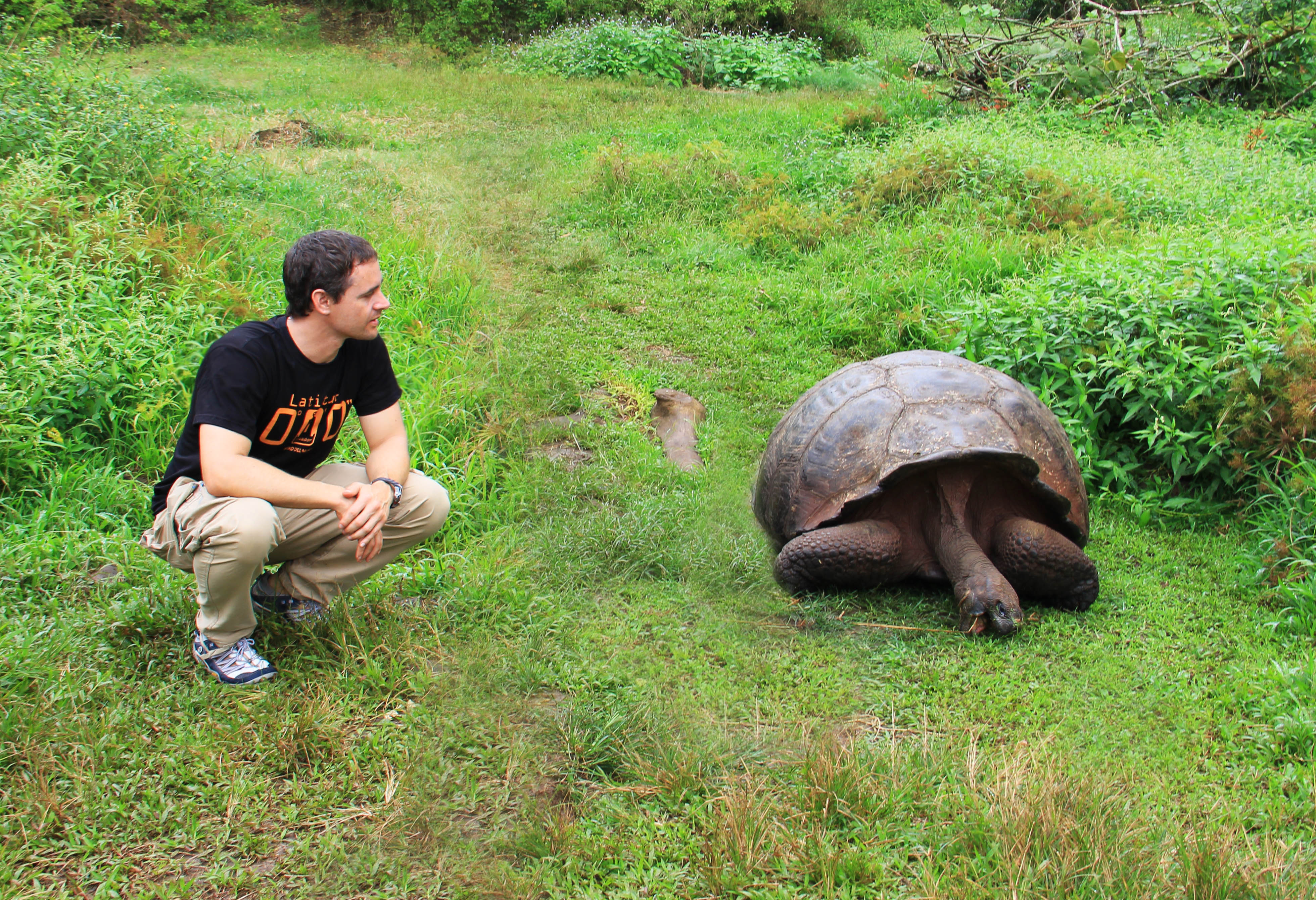
Galápagos.
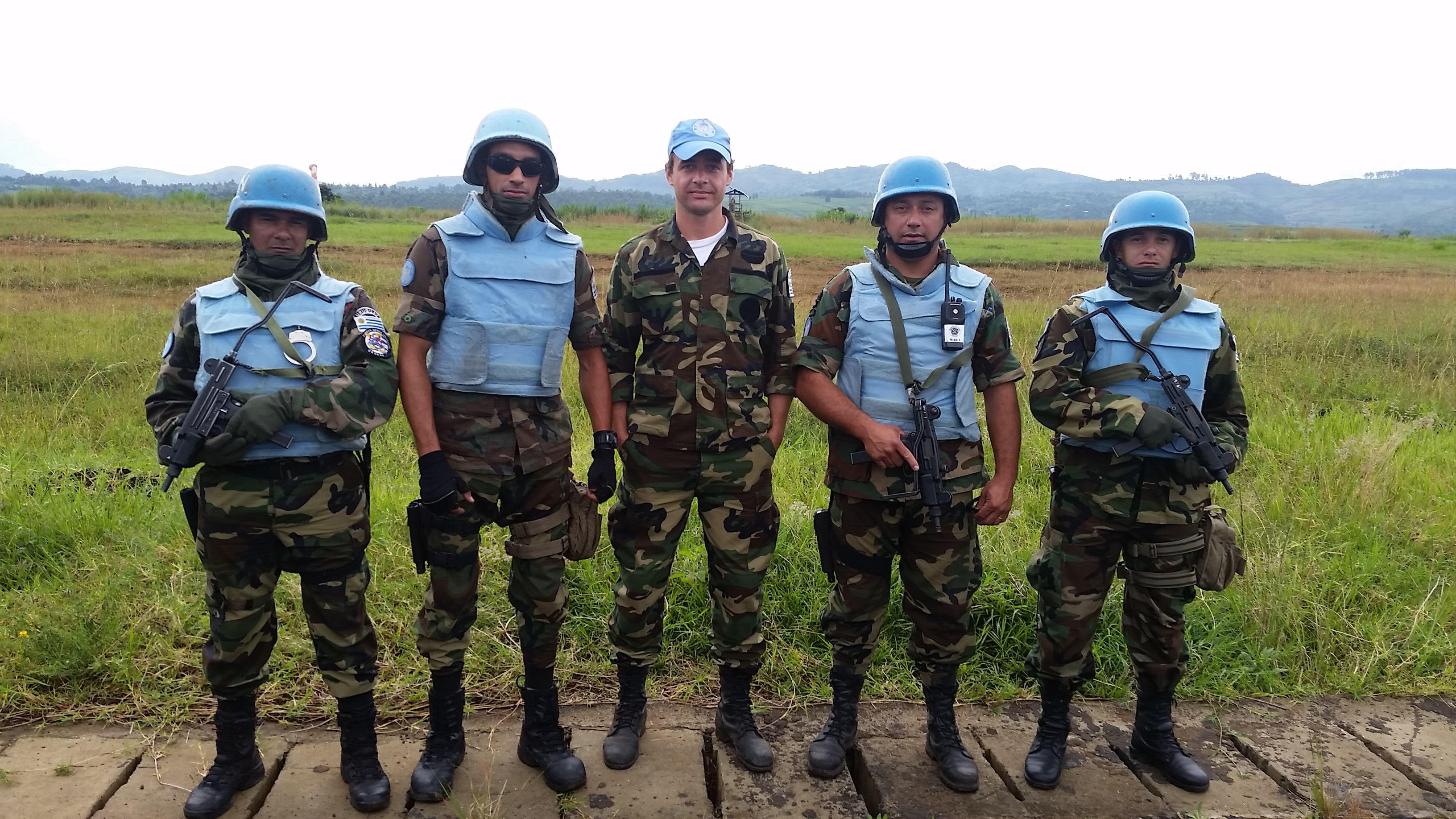
Beltrame en la República Democrática del Congo con los cascos azules
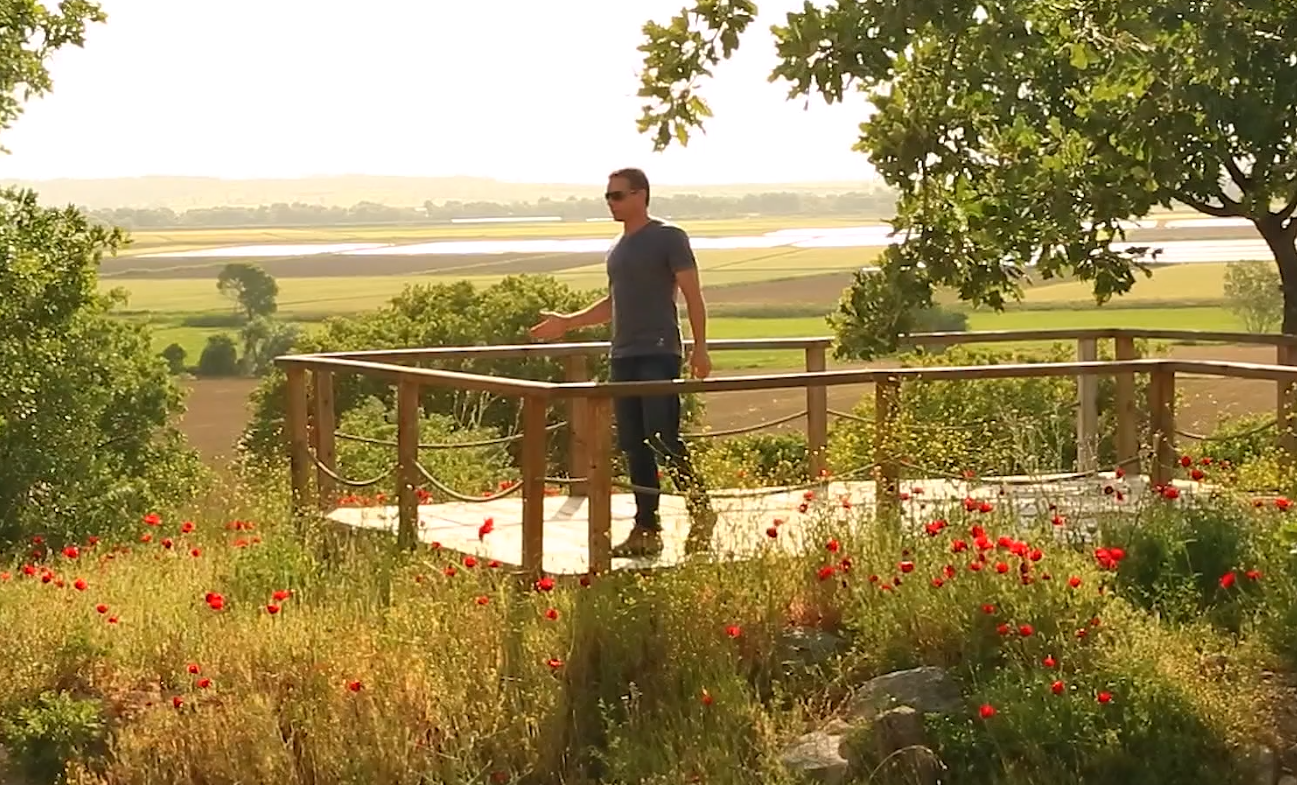
Troya, Turquía
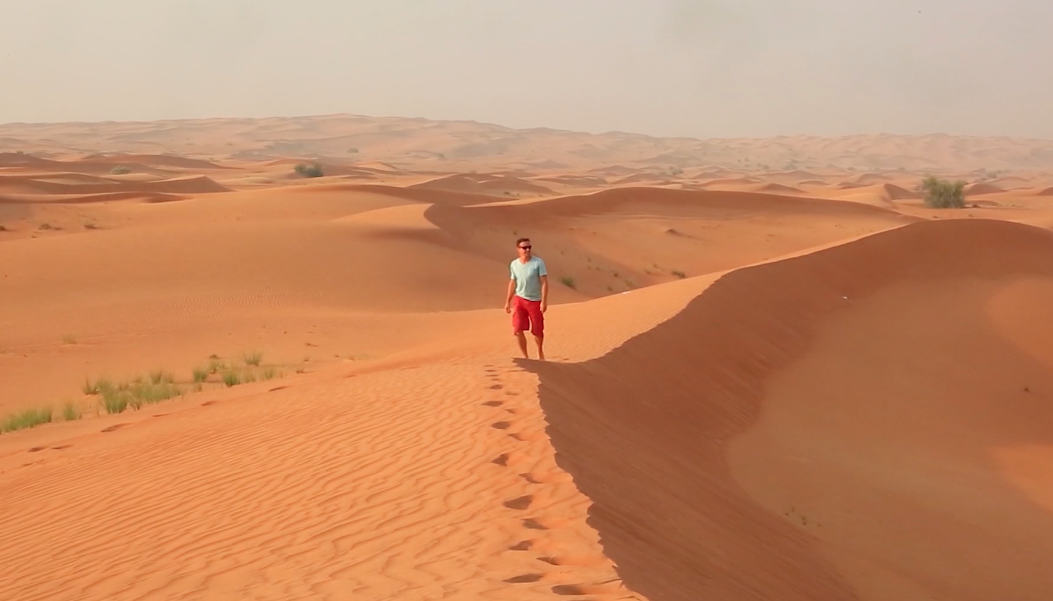
Desierto del Sahara
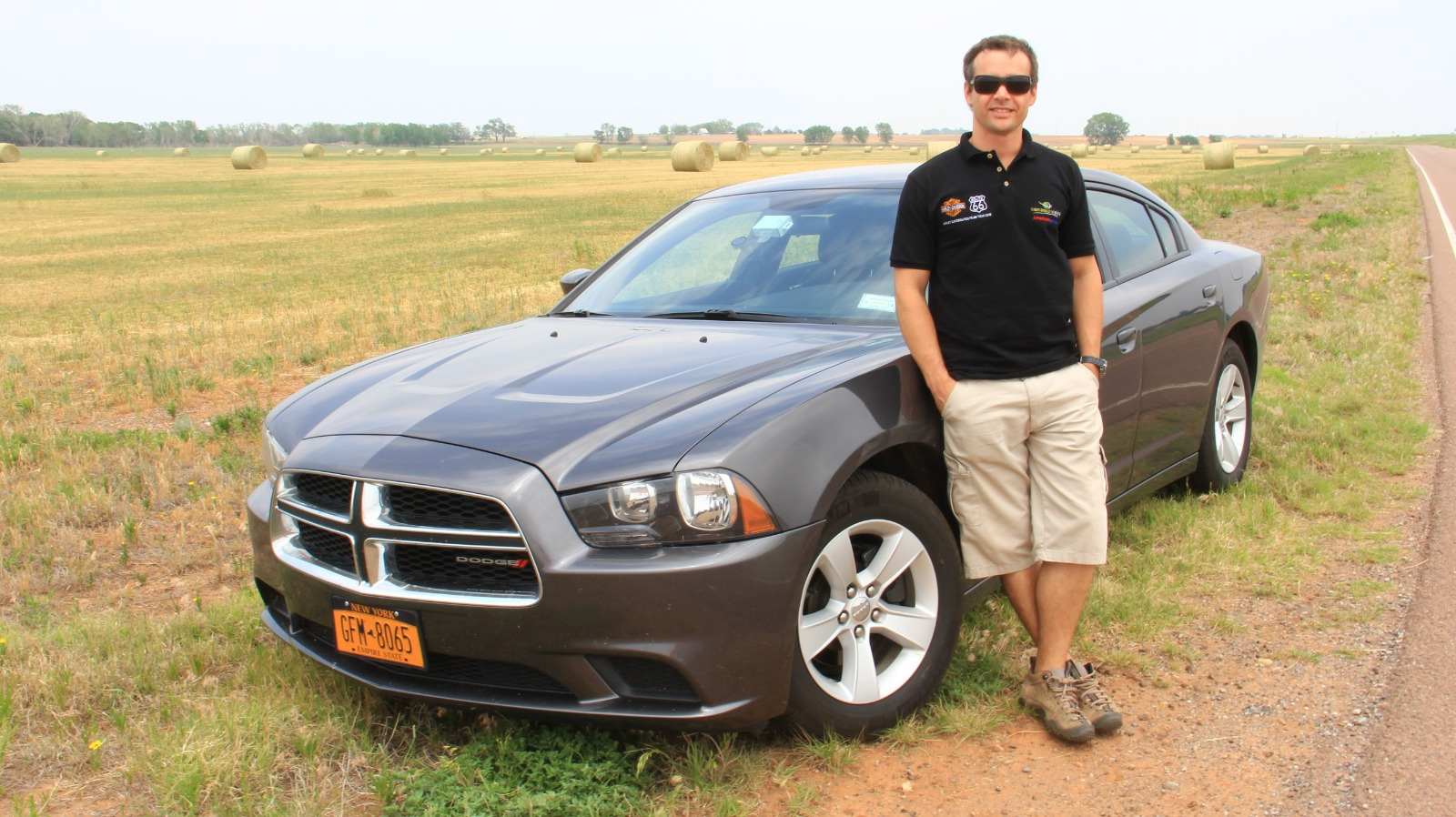
Ruta 66
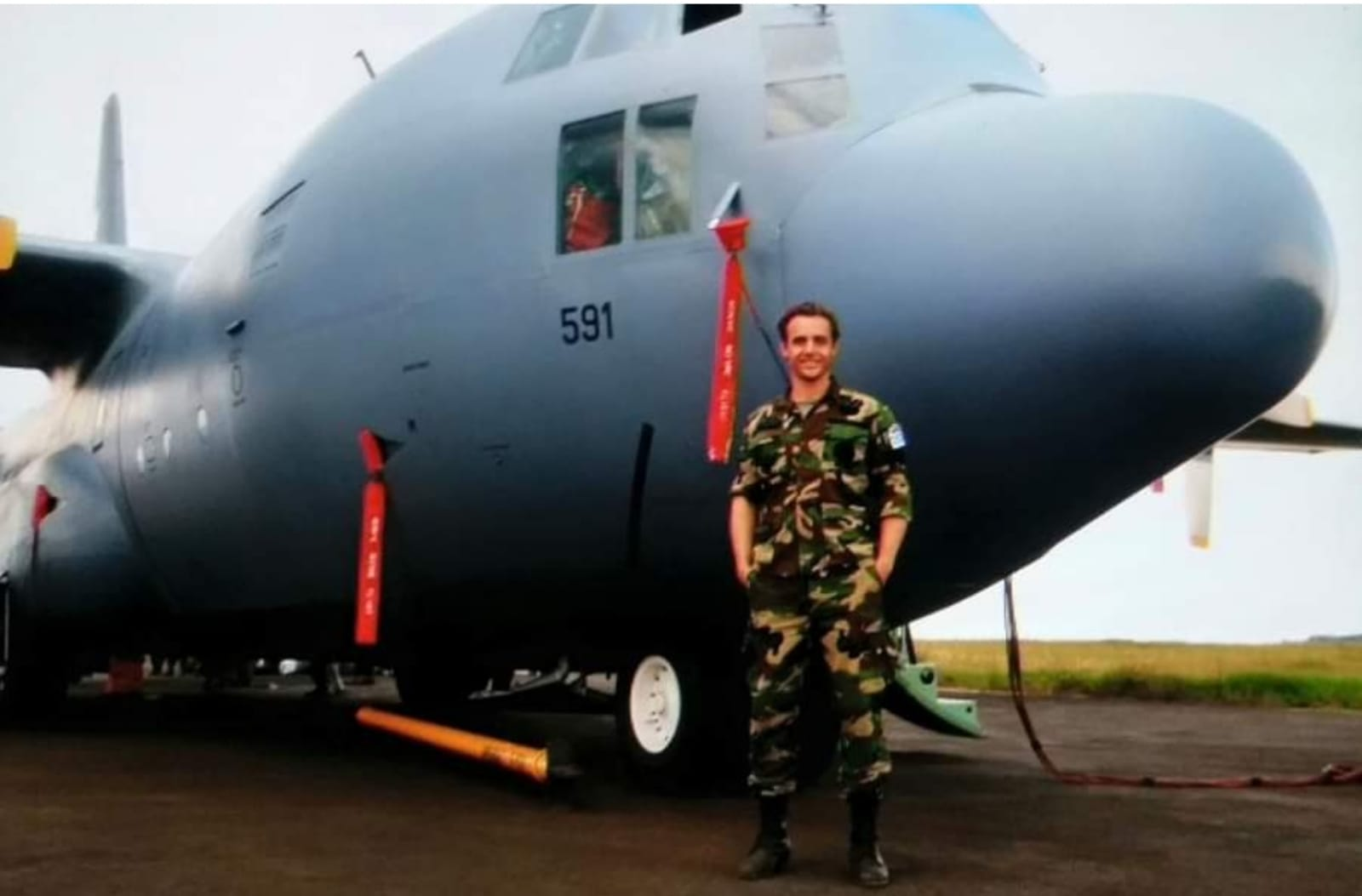
Kavumu, base de ONU en RDC
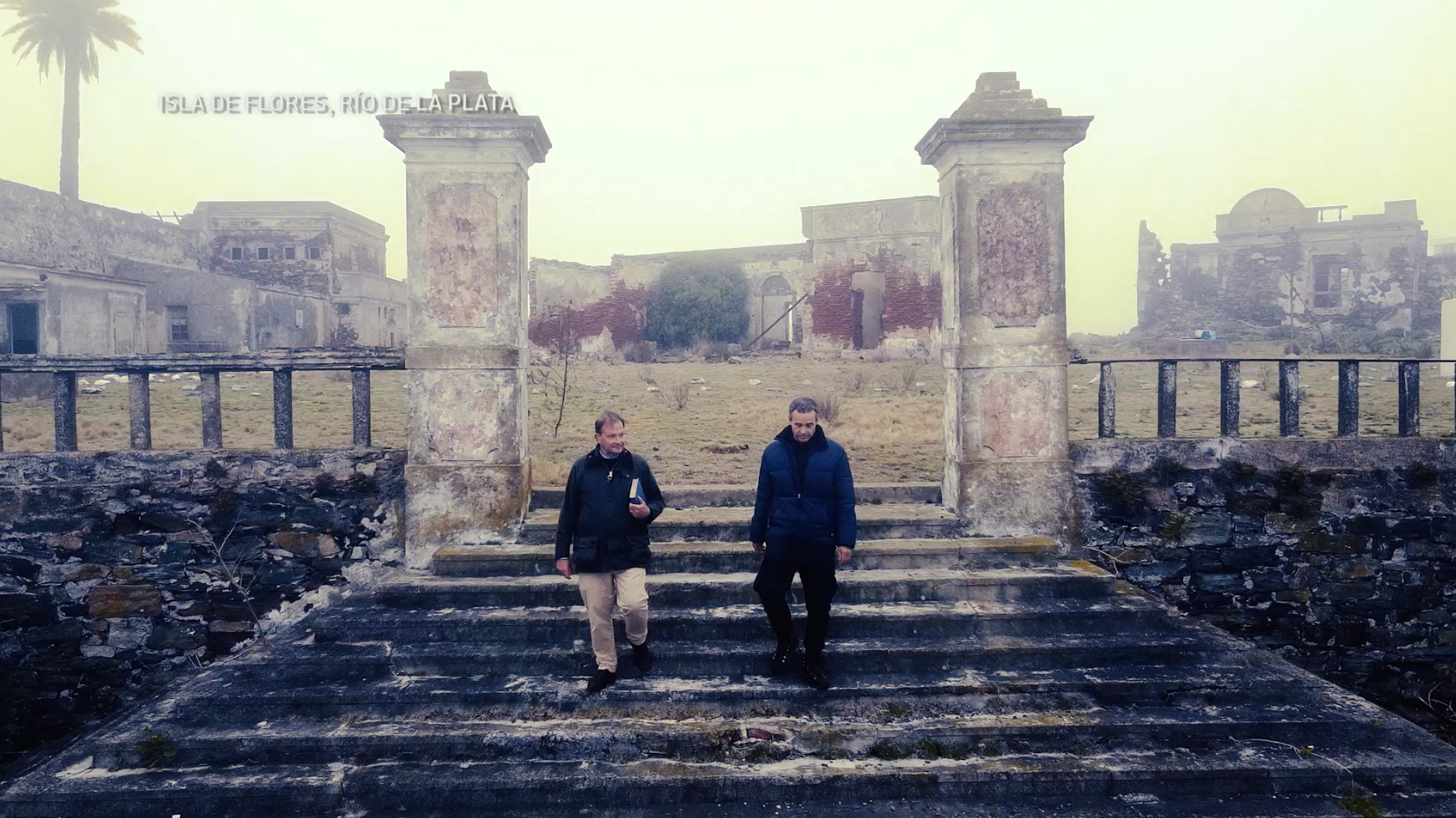
Con Serguey Briliov en Isla de Flores
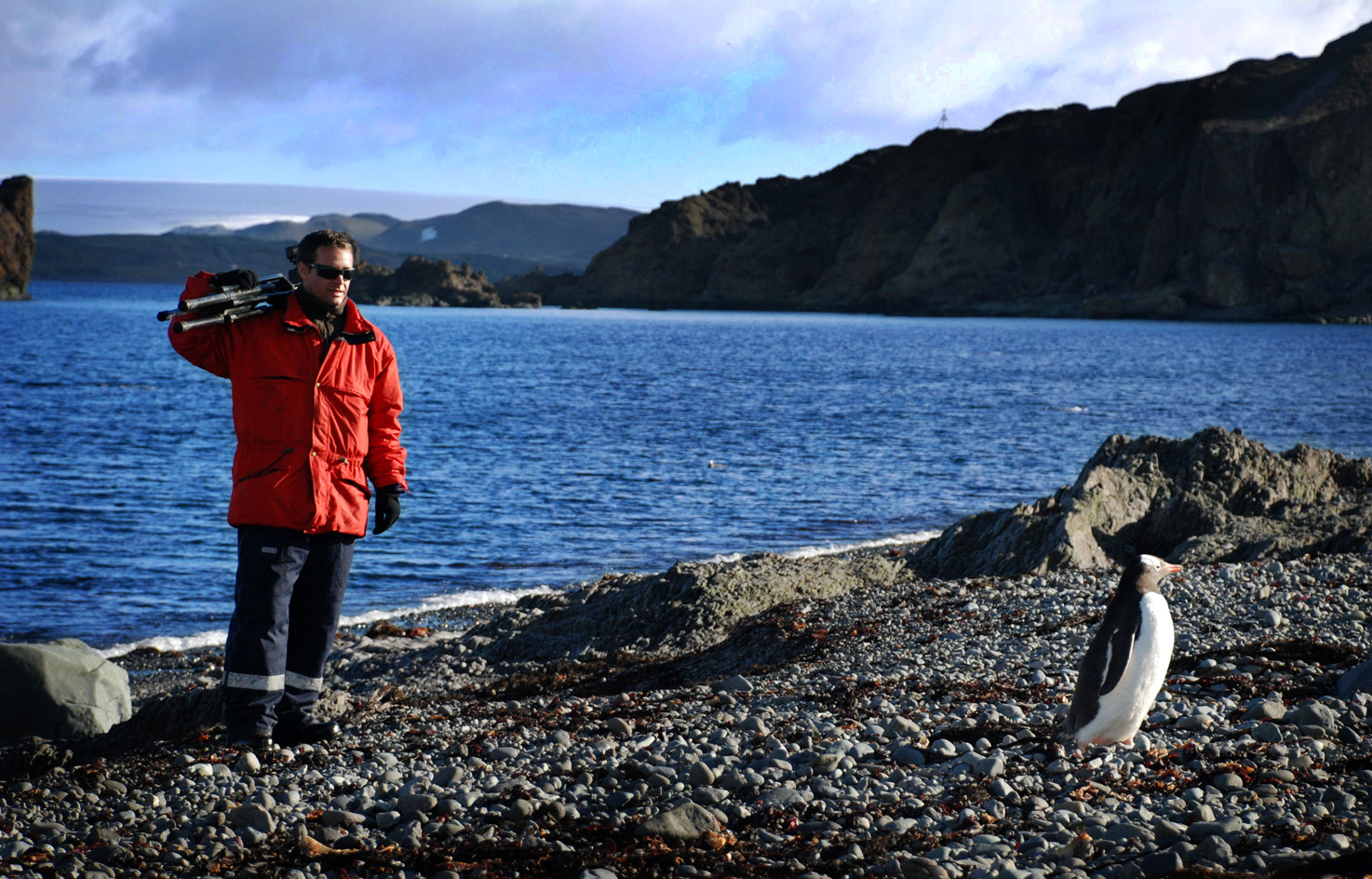
King George Island, Antarctica
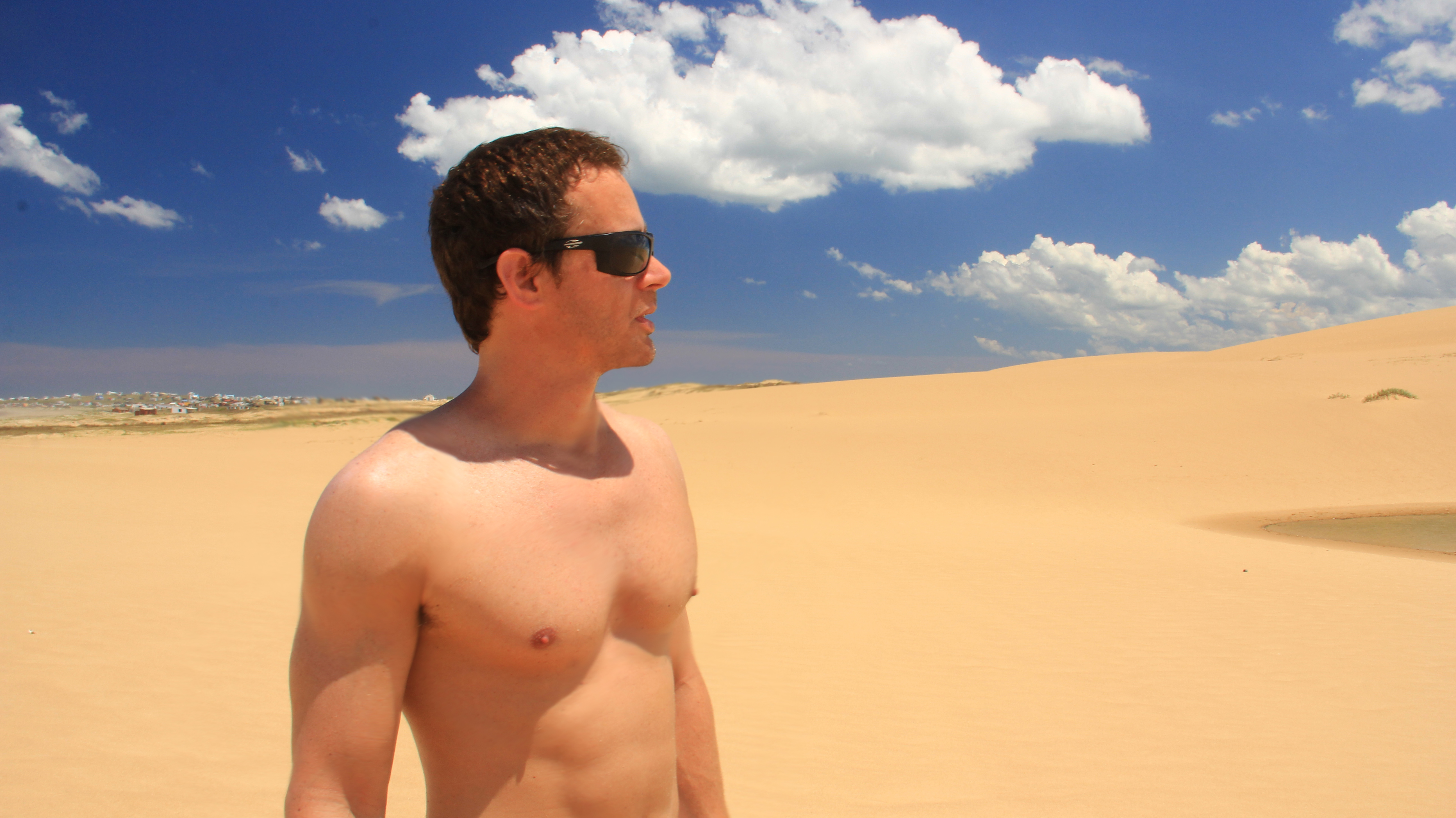
Cabo Polonio, Uruguay
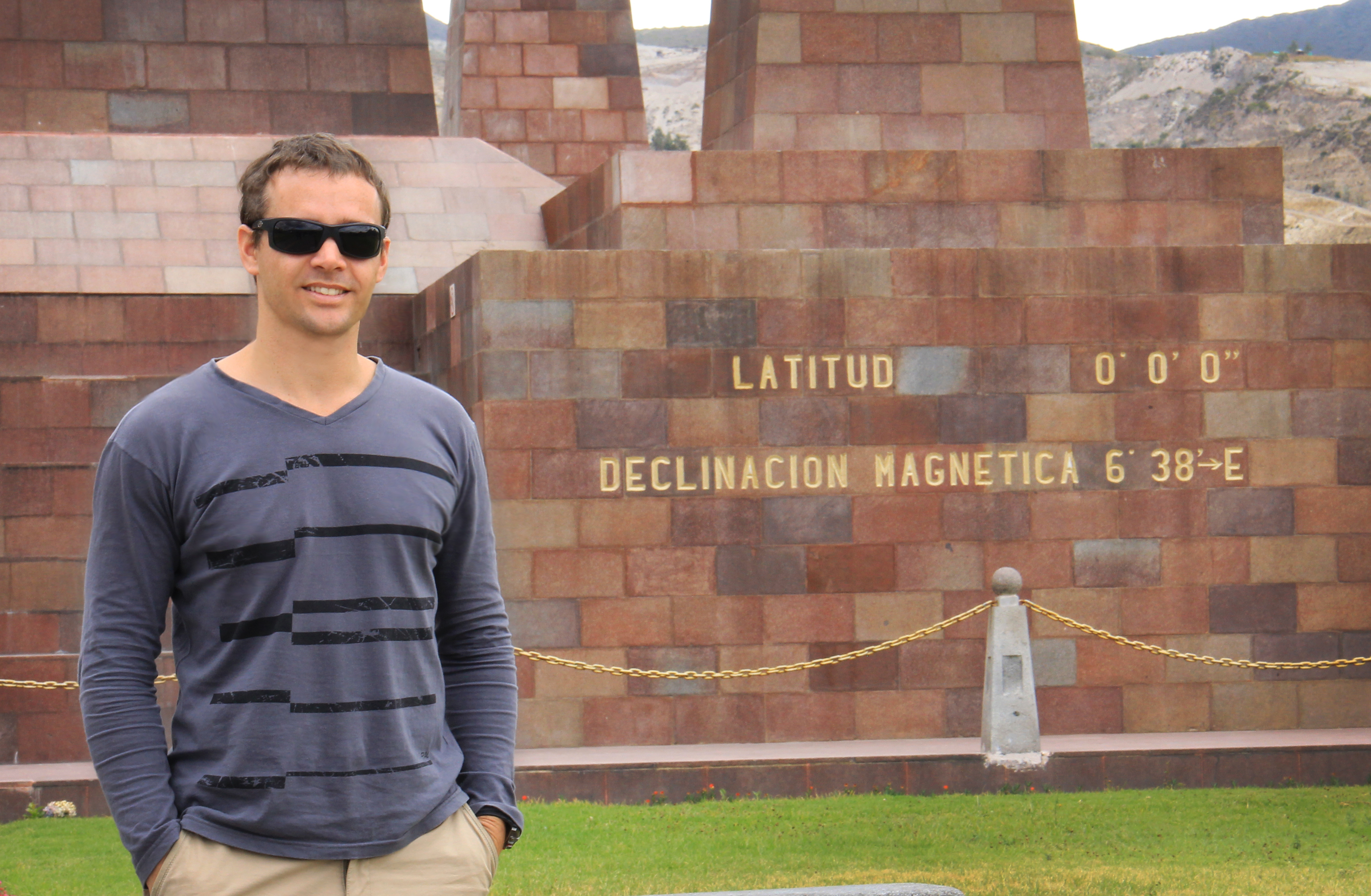
Línea del Ecuador
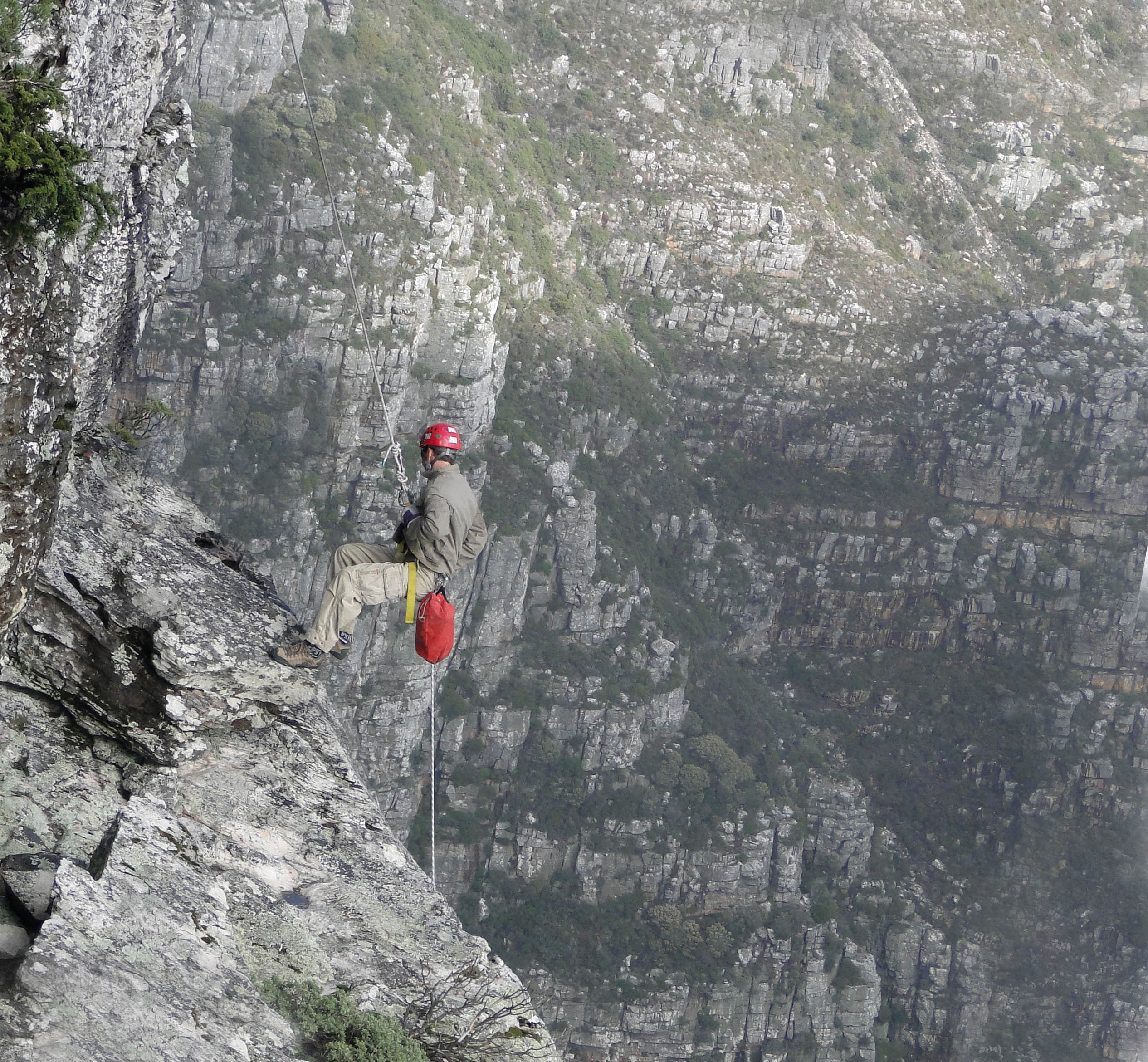
Table Mountain, Sudáfrica
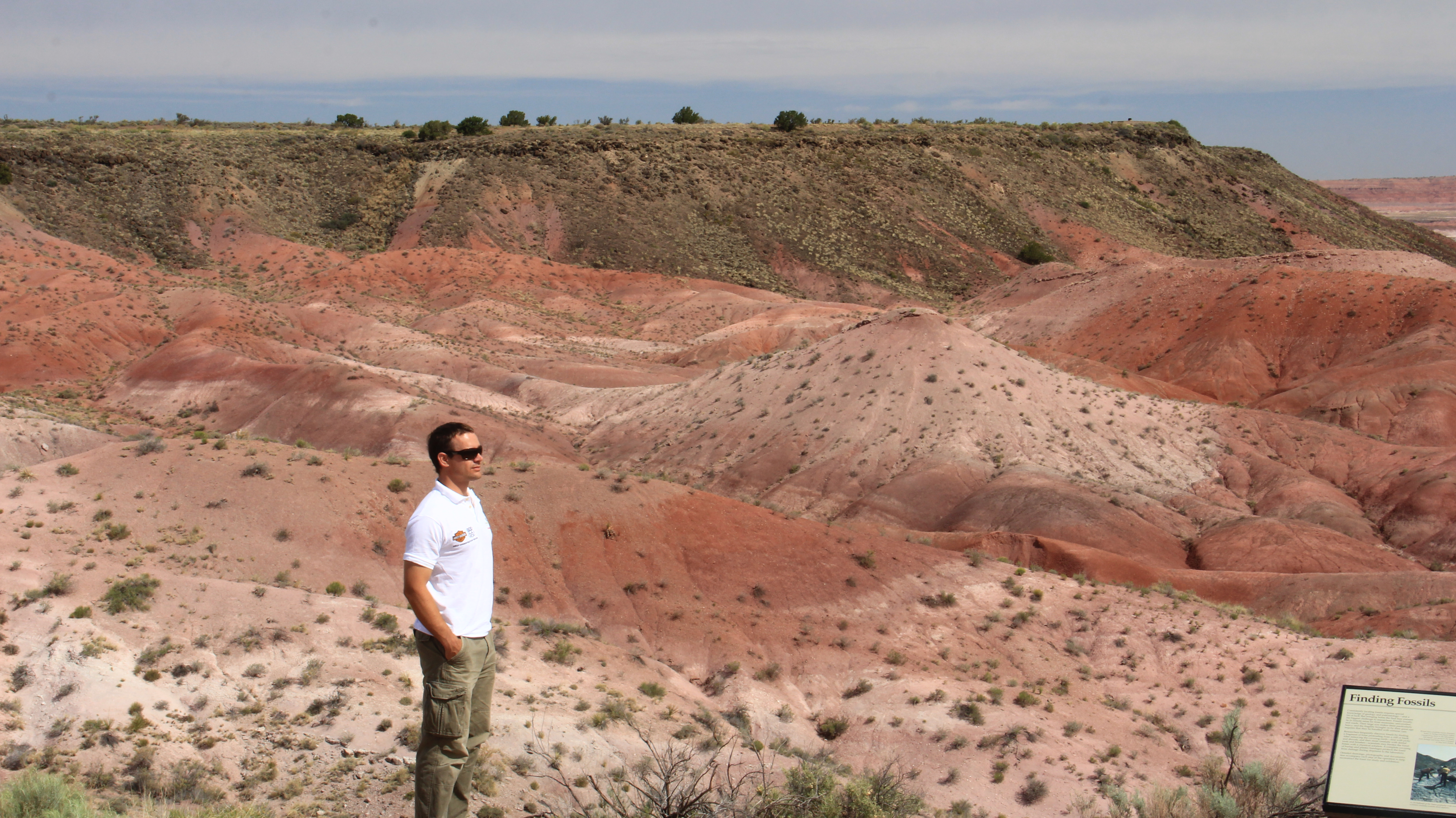
Monument Valley, Arizona, USA
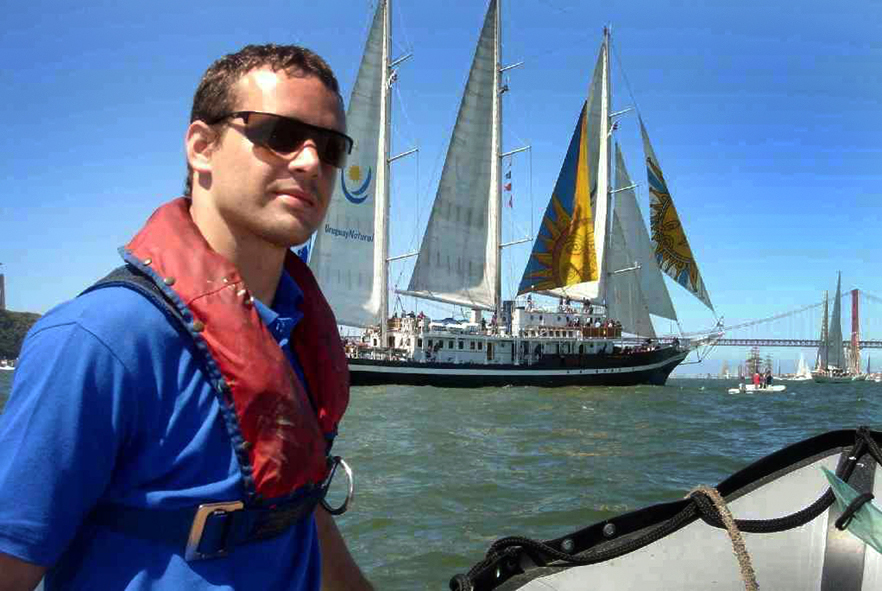
Navegando en el V/E Capitán Miranda, Lisboa